# Мадхури Диксит
Мадхури Диксит (15. мај 1967; такође Мадхури Дикшит) је индијска глумица и телевизијска личност. Једна је од најпопуларнијих глумица хинди кинематографије, а појавила се у преко 70 боливудских филмова.

## Биографија
Мадхури Диксит је рођена 15. маја 1967. у Бомбају од индијских родитеља из више касте који говоре марати. Њена мајка се зове Снехлата, а отац Сханкар, поред тога, Мадхури има две сестре: Рупу и Бхарати и брата Ајита.
Као дете, Мадхури није сањала да постане глумица или плесачица, што је није спречило да научи како да плеше катхак . Девојчица је отприлике ишла у школу, а на крају је уписала Бомбај Парле Цоллеге на курс микробиологије. И тек након што је стекла диплому, Мадхури је коначно размишљала о каријери глумице.
Мадхури је једна од ретких боливудских глумица 1980-их која је стекла пуно школско образовање и такође има диплому микробиологије.